# Bison bonasus caucasicus
Il bisonte del Caucaso (Bison bonasus caucasicus Turkin e Satunin, 1904) era una sottospecie di bisonte europeo diffusa in passato sulla Catena del Caucaso, in Europa orientale.
Era preda della tigre del Caspio e del leone asiatico (prima che quest'ultimo scomparisse dalla regione del Caucaso nel X secolo), ma anche di altri predatori, come lupi e orsi.

## Descrizione
Vista la scarsità di materiale scientifico, risulta quasi impossibile ricostruire con certezza le caratteristiche fisiche del bisonte del Caucaso.
Nonostante ciò, si ritiene che se confrontato con il bisonte di pianura europeo fosse mediamente più piccolo, con un'altezza al garrese di circa 1,6 m; il pelo era più riccio in tutto il corpo, specialmente in prossimità del capo e la differenza tra la peluria nella zona posteriore del corpo e nella parte anteriore appariva meno marcata; la colorazione era più scura e verteva sul marrone-grigiastro. Le corna erano invece di dimensioni marcatamente superiori; gli zoccoli avevano una forma più corta e arrotondata e la cintura scapolare era particolarmente sviluppata, entrambe queste caratteristiche erano probabilmente adattamenti all'ambiente montano.

## Estinzione
Nel XVII secolo, il bisonte del Caucaso popolava ancora una vasta area del Caucaso occidentale. In seguito, alla fine del XIX secolo, quando gli insediamenti umani sulle montagne erano divenuti più numerosi, il suo areale si era ridotto a circa un decimo dell'estensione originaria. Negli anni sessanta del XIX secolo, la popolazione contava ancora circa 2000 esemplari, ridottisi a 500-600 nel 1917 e a solo 50 nel 1921. I bracconieri locali, tuttavia, continuarono la loro opera e nel 1927 vennero abbattuti gli ultimi tre esemplari.

## Ibridi

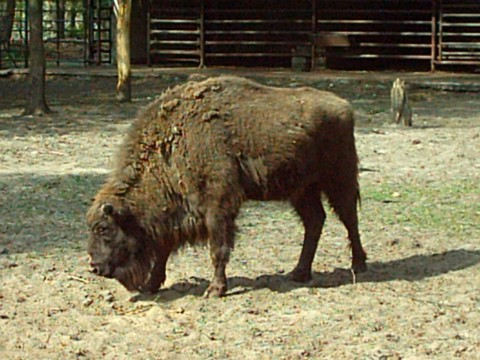
Un ibrido al Nuovo Zoo di Poznań.

Per quanto ne sappiamo, è vissuto in cattività solo un esemplare di bisonte del Caucaso. Questo, un maschio battezzato Kaukasus, era nato sulla Catena del Caucaso nel 1907 e venne trasportato in Germania nel 1908, dove visse fino al 26 febbraio 1925. Durante questo periodo, si accoppiò più volte con femmine della sottospecie di pianura, Bison bonasus bonasus. Proprio per questo motivo, viene considerato uno dei 12 antenati dai quali discendono tutti gli attuali esemplari di bisonte europeo registrati nello Studbook della specie.

## Reintroduzione
Nel 1940, nella Riserva della Biosfera del Caucaso venne rilasciato un gruppo di ibridi tra bisonte europeo e bisonte americano; un altro gruppo di animali venne introdotto nel 1959 nell'Unità di Gestione Forestale di Nalchik (Kabardino-Balkariya). Successivamente, nelle stesse aree, furono introdotti anche alcuni bisonti europei puri, che hanno formato gruppi misti con gli ibridi. Nel 2000, i bisonti che vivono attualmente sul Caucaso sono stati descritti come membri di una diversa sottospecie, il bisonte di montagna, Bison bonasus montanus, ma tale classificazione non ha riscontrato unanime consenso tra gli studiosi.